# Крафто фон Грайфенщайн
Крафто фон Грайфенщайн (на немски: Krafto von Greifenstein; † 1281) е благородник от фамилията на фогта на Хахенбург във Вестервалд в Рейнланд-Пфалц, Германия и господар на замък Грайфенщайн в Хесен.
Той е син на фогт Рорих фон Хахенбург († сл. 24 февруари 1237) и съпругата му Гуда фон Грайфенщайн († сл. 8 септември 1270), дъщеря на Крафто фон Байлщайн-Грайфенщайн.
Крафто наследява майка си. Братята му са Рорих фон Грайфенщайн и Хайнрих, фогт фон Хахенбург.

## Фамилия
Крафто фон Грайфенщайн се жени за фон Вестербург († сл. 1270), дъщеря на Зигфрид IV фон Рункел-Вестербург († 1266) и съпругата му фон Диц.. Те имат децата:
- Беатрикс фон Грайфенщайн, омъжена за граф Вилхелм I граф фон Нойенар († сл. 1322), син на граф Дитрих фон Нойенар († 15 юни 1276) и Хедвиг фон Кесел († сл. 1276)
- Герхард фон Грайфенщайн († сл. 23 май 1316), женен за Агнес фон Нойербург († сл. 1302)
- Филип, каноник на Св. Касиус в Бон
- Кристиан фон Грайфенщайн
- Виганд, абат на Мариенщат
- Лиза фон Грайфенщайн († сл. 1306), омъжена за Конрад фон Рененберг († 1294), син на Херман I фон Рененберг († сл. 1259)

Крафто фон Грайфенщайн има и незаконните деца:
- Крафто
- Гертруд, канонеса във Филих.